# Xanthorhoe heliopharia
Xanthorhoe heliopharia — вид метеликів з родини п'ядунів (Geometridae).

## Поширення
Вид досить широко поширений у Центральній Африці він Камеруна до  Танзанії. Зустрічається також на острові Біоко.